# America's Next Top Model (mùa 7)
America's Next Top Model, Mùa thi 7 lên sóng ngày 20 tháng 9 năm 2006, là mùa thi thứ bảy của chương trình America's Next Top Model. Kể từ mùa này, chương trình sẽ được phát trên kênh The CW. Biểu ngữ cổ động mùa thi này là "Tự tin, Táo bạo & Làm nên Lịch sử".
Tính đến hôm nay, đây là mùa thi thu hút được lượng khán giả đón xem đông nhất, trung bình lên tới khoảng 5,13 triệu người đón xem mỗi tập.
Điểm dừng chân cho mùa thi này là ở Barcelona cho top 6.
Người chiến thắng chung có cơ hội tham gia vào ngành người mẫu dưới sự quản lý của công ty Elite Model Management, làm người mẫu trang bìa cho tạp chí Seventeen, và một hợp đồng quảng cáo trị giá $100,000 của thương hiệu mỹ phẩm CoverGirl.
CariDee English, 21 tuổi từ Fargo, North Dakota, là người chiến thắng chung cuộc.

## Các thí sinh
(Tính tuổi lúc tham gia chương trình)
| Thí sinh            | Tuổi | Chiều cao              | Đến từ                    | Bị loại ở | Hạng |
| ------------------- | ---- | ---------------------- | ------------------------- | --------- | ---- |
| Christian Evans     | 19   | 178 cm (5 ft 10 in)    | Columbia, South Carolina  | Tập 2     | 13   |
| Megan Morris        | 23   | 180 cm (5 ft 11 in)    | San Francisco, California | Tập 3     | 12   |
| Monique Calhoun     | 19   | 177 cm (5 ft 9+1⁄2 in) | Chicago, Illinois         | Tập 4     | 11   |
| Megg Morales        | 18   | 178 cm (5 ft 10 in)    | Los Angeles, California   | Tập 5     | 10   |
| A.J. Stewart        | 20   | 180 cm (5 ft 11 in)    | Sacramento, California    | Tập 6     | 9    |
| Brooke Miller       | 18   | 173 cm (5 ft 8 in)     | Keller, Texas             | Tập 7     | 8    |
| Anchal Joseph       | 19   | 180 cm (5 ft 11 in)    | Homestead, Florida        | Tập 9     | 7    |
| Jaeda Young         | 18   | 185 cm (6 ft 1 in)     | Parkersburg, Iowa         | Tập 10    | 6    |
| Michelle Babin1     | 18   | 183 cm (6 ft 0 in)     | Anaheim, California       | Tập 11    | 5    |
| Amanda Babin1       | 18   | 183 cm (6 ft 0 in)     | Anaheim, California       | Tập 12    | 4    |
| Eugena Washington   | 21   | 180 cm (5 ft 11 in)    | Palmdale, California      | Tập 13    | 3    |
| Melrose Bickerstaff | 23   | 177 cm (5 ft 9+1⁄2 in) | San Francisco, California | Tập 13    | 2    |
| CariDee English     | 21   | 180 cm (5 ft 11 in)    | Fargo, North Dakota       | Tập 13    | 1    |

### Giám khảo
- Tyra Banks
- Twiggy
- Nigel Barker
- J. Alexander

## Các tập

### Tập 1 & 2: The Girl Who Marks Her Territory
Lên sóng: 20 tháng 9 năm 2006
Người nổi tiếng luôn bị người khác xoi mói. Họ có tật xấu đích thực hay không?  là chủ đề buổi chụp ảnh đầu tiên.
| Người mẫu | Hình tượng                             |
| --------- | -------------------------------------- |
| AJ        | Cô gái mua danh bằng tình              |
| Amanda    | Cô gái luôn sợ mất dáng                |
| Anchal    | Siêu mẫu tự tin vào vẻ đẹp của mình    |
| Brooke    | Người mẫu xô bạn mình xuống cầu thang  |
| Caridee   | Tóc vàng ngốc nghếch                   |
| Christian | Siêu mẫu hóa diễn xuất                 |
| Eugena    | Cô gái da đen biến mình thành da trắng |
| Jaeda     | Cô gái tham gia phẫu thuật thẩm mỹ     |
| Megan     | Siêu mẫu kênh kiệu                     |
| Megg      | Cô gái nghiện ngập                     |
| Melrose   | Cô gái ham tiền ($10000/ngày)          |
| Michelle  | Cô gái háu ăn                          |
| Monique   | Naomi Campbell ném điện thoại          |

Trở về nhà Model, Christian cho rằng Melrose đang cố tình quản lý mọi người. Do nhận giải thưởng chiến thắng thử thách nên Melrose đã để Jay chờ cô gần 6 tiếng đồng hồ. Jay khiển trách vì Melrose không xem trọng những người chụp ảnh và tỏ ra kiêu ngạo. Cô đã khóc.
Và Melrose đã bị các giám khảo đánh rớt xuống tốp cuối, nhưng các giám khảo lại cho Melrose một cơ hội khác thử sức ở vòng sau vì Christian – người cũng đứng cuối – không cho các giám khảo thấy tiềm năng của mình. Christian phải về nhà và cô đã khóc rất nhiều, tỏ nguyện vọng không muốn về.
- Xếp cuối: Christian Evans & Melrose Bickerstaff
- Bị loại: Christian Evans
- Nhiếp ảnh gia: Brian Bronson, Oliver Bronson, Dylan Don
- Khách mời: Cặp song sinh Aswirl, Collin Pulsipher, Jonny Day, Ward Robinson và Sean Murphy.

### Tập 3: The Girl Who Hates Her Hair
Lên sóng: 27 tháng 9 năm 2006
Buổi chụp hình tuần này dành để quảng cáo các mẫu tóc ấn tượng của các nhà thiết kế, các cô gái của chúng ta phải đội một mớ tóc thật dày và nặng. Megg bị Jay phê bình vì tuy ảnh đẹp nhưng Megg cần tự tin hơn nữa.Megan thì không có cảm xúc trong buổi chụp ảnh. Melrose được đánh giá cao và nổi trội vượt bậc.Caridee giống đàn ông. 
Ngày hôm nay, 12 cô gái được làm tóc.Jaeda bị sốc khi nghe Tyra nhận xét mặt cô rất nam tính và vì thế nên Jaeda phải cắt tóc ngắn. Jaeda không tự chủ và thất vọng vì mình mất vẻ nữ tính ban đầu. Monique lại không hài lòng và mong được cắt tóc giống Jaeda. Jay lên tiếng nhắc nhở các cô gái nên tôn trọng nhà tạo mẫu tóc,
Phần thử thách, việc Monique bị loại làm cô bực mình và giành điện thoại gần 3 tiếng đồng hồ không cho ai nói. Các cô gái bắt đầu cãi nhau dữ dội và Monique bị cho ra rìa.
Buổi nhận xét, Megan và Jaeda bị xếp top cuối. Cả hai cô gái đều tóc ngắn.Và Megan phải về vì không có cảm xúc tốt. Jaeda do có ngoại hình nên vào vòng trong.
- Rớt chót: Jaeda Young & Megan Morris
- Bị loại: Megan Morris
- Nhiếp ảnh gia: Tracy Bayne
- Khách mời: Frederic Fekkai, Queen Latifah, Roxanna Floyd, Mr. Little, Lisa B., Weavin' Steven
- CoverGirl của tuần: Anchal Joseph

### Tập 4: The Girl Who Goes To Texas
Lên sóng: 4 tháng 10 năm 2006
Trong tập này, các cô gái phải chụp một bức ảnh rất khó. Các cô gái phải vừa diễn trên những cái phao nổi đồng thời phải tạo dáng sao cho đẹp và không bị ngã.
Monique do thiếu nước đã phải nhập viện và truyền dịch. Và sau đó cô cũng quyết định bỏ viện về ngôi nhà siêu mẫu, sau đó đến trường quay để chụp hình giống như Danielle của mùa thi thứ 6. Nhưng sau đó Monique quyết định bỏ về nhà, không tham gia chụp hình.Amanda gây hấn với Monique khi cô nàng đổ thừa hai chị em sinh đôi ăn cắp. Buổi nhận xét, thái độ không yêu nghề đã đẩy Monique xuống top cuối dù cô có tiềm năng nhưng Tyra buộc phải loại Monique do cô không đam mê với nghề. Eugena thêm cơ hội mặc dù có đôi mắt vô cảm.
- Rớt chót: Eugena Washington & Monique Calhoun
- Bị loại: Monique Calhoun
- Nhiếp ảnh gia: Charlie Altuna
- Khách mời: Dennis Quaid, Altuna Moreno và các thí sinh cũ của ANTM: Shannon Stewart (Mùa 1), April Wilkner, Mercedes Scelba-Shorte, Camille McDonald (Mùa 2), Brittany Brower, Rebecca Epley (Mùa 4), Bre Scullark, Coryn Woitel (Mùa 5)
- CoverGirl của tuần: Anchal Joseph

### Tập 5: The Girl Who Joined the Circus
Lên sóng: 11 tháng 10 năm 2006
Bức ảnh của tuần này lấy ý tưởng về các màn biểu diễn kinh dị trong rạp xiếc.
| Người mẫu | Trò kinh dị                                   |
| --------- | --------------------------------------------- |
| AJ        | Ăn thịt người                                 |
| Amanda    | Song sinh dính đầu (chụp chung với Michelle)  |
| Anchal    | Cô gái khổng lồ Ấn                            |
| Brooke    | Người cao su                                  |
| CariDee   | Cô gái mắc hội chứng Proteus (Cô gái vòi voi) |
| Eugena    | Người chim                                    |
| Jaeda     | Nữ lực sĩ                                     |
| Megg      | Cô gái có râu                                 |
| Melrose   | Gương mặt bị lão hoá sớm so với tuổi          |
| Michelle  | Song sinh dính đầu (chụp chung với Amanda)    |

Tối đó, Megg tâm sự với CariDee là không muốn về nhà vì Megg biết tuần này cô làm rất tệ. AJ và CariDee hát cho Megg bớt căng thẳng. Nhưng hôm sau khi đến phòng BGK, thì nụ cười không còn trên môi Megg nữa.
Tại phòng giám khảo, AJ và CariDee được ban giám khảo hết sức ngợi khen vì phần chụp hình ấn tượng của mình còn Jaeda và Megg phải đối mặt với những lời phê bình và nguy cơ bị loại. Megg bị loại vì không có khả năng truyền cảm vào tấm ảnh và không tập trung, dù ban biên tập SEVENTEEN cho rằng Megg phù hợp làm Top Model mùa 7 và độc giả rất thích Megg làm gương mặt ảnh bìa. Megg ra về làm AJ và CariDee buồn. Họ đã ôm nhau khóc.
- Cuối bảng:Jaeda Young & Megg Morales
- Bị loại:Megg Morales
- Nhiếp ảnh gia: Mike Rosenthal
- Khách mời: Bao Tranchi, Stacey McKenzie, Jonathan Nosan, Erica Courtney, Atoosa Rubenstein
- CoverGirl của tuần: AJ Stewart

### Tập 6: The Girl Who Punk'd Ashton
Lên sóng: 18 tháng 10 năm 2006
Các thí sinh sẽ phải hoá thân vào các cặp đôi đang nổi đình nổi đám trong giới truyền thông:
| Người mẫu | Cặp đôi nổi tiếng                 |
| --------- | --------------------------------- |
| AJ        | Marc Anthony & Jennifer Lopez     |
| Amanda    | Ashton Kutcher & Demi Moore       |
| Anchal    | Stedman Graham & Oprah Winfrey    |
| Brooke    | Kevin Federline & Britney Spears  |
| CariDee   | Brad Pitt & Angelina Jolie        |
| Eugena    | Jay-Z & Beyoncé Knowles           |
| Jaeda     | Bobby Brown & Whitney Houston     |
| Melrose   | Donald Trump & Melania Trump      |
| Michelle  | Ellen DeGeneres & Portia de Rossi |

Michelle thừa nhận mình bị đồng tính làm ai cũng sốc. Đặc biệt là Amanda, cô không thể chấp nhận việc chị mình như vậy. Melrose lại thắng thử thách một lần nữa, nhưng ai cũng bực. Ngày hôm sau, các cô gái đến gặp BGK, AJ và Jaeda xếp chót bảng, hội đồng giám khảo không thấy được niềm đam mê làm người mẫu của họ qua nhiều tập. Hội đồng giám khảo đã khiến các cô gái sốc vì đã loại AJ. Họ cho rằng Jaeda có niềm đam mê với nghề mẫu mãnh liệt hơn so với AJ mặc cho cô ta đã 3 lần đứng top nguy hiểm..
- Tốp cuối: AJ Stewart & Jaeda Young
- Bị loại: AJ Stewart
- Nhiếp ảnh gia: Matthew Jordan Smith
- Khách mời đặc biệt: Janice Dickinson, Mark Steines
- CoverGirl của tuần: AJ Stewart

### Tập 7: The Girl Who Graduates
Lên sóng: 25 tháng 10 năm 2006
8 thí sinh còn lại đã có buổi chụp hình chân dung trắng đen kinh dị. Ranh giới giữa 'gợi cảm' và 'rác rưởi' rất cận kề, chính vì thế Jay Manuel đã chia sẻ kinh nghiệm cho các thí sinh trong lần chụp hình thứ hai để mô tả cho các tác phẩm văn chương. Người mẫu nam chụp chung là Fabio.
Mỗi cô gái đều có một tựa sách riêng để chụp, gồm có:
| Người mẫu | Tựa sách                                                                 |
| --------- | ------------------------------------------------------------------------ |
| Amanda    | Người đàn bà khác                                                        |
| Anchal    | Kim tự tháp                                                              |
| Brooke    | Đừng bỏ em (trong truyện Damsel in distress)                             |
| CariDee   | Nhưng… tôi yêu cô ấy (trong truyện Hoàng tử và kẻ nghèo của Mark Twain ) |
| Eugena    | Ô! Đừng (trong vở kịch One-night stand)                                  |
| Jaeda     | Khe khẽ… trong đêm (trong Dracula của Bram Stoker )                      |
| Melrose   | Người đàn bà của bóng đêm (trong Prostitution)                           |
| Michelle  | Ai là cha của đứa trẻ? (trong Love Child)                                |

Brooke bị chê nhiều và cô nàng lo sợ mình sẽ bị loại. Hôm nay là ngày phát bằng tốt nghiệp của Brooke, các thí sinh làm bữa tiệc nhỏ chúc mừng Brooke nhưng đêm đó, Brooke phải chịu nỗi đau lớn. Eugena và Brooke rớt vào tốp cuối. Hội đồng giám khảo phải cân nhắc thật kỹ giữa Eugena và Brooke, Eugena thường làm giám khảo khó chịu vì cá tính kiêu kỳ và vô cảm trong khi Brooke thì không có cá tính nổi trội nhưng nhiệt tình và yêu nghề. Kết quả, Eugena được nhận thêm cơ hội vòng tiếp và Brooke bị loại ngay đêm tốt nghiệp của cô. Tyra cũng lên giọng nhắc nhở mọi người hãy tập trung vào cuộc thi, đừng vì những chuyện khác mà phân tâm. Brooke khóc rất nhiều và cô ước gì Tyra cho mình thêm cơ hội. Không ai muốn Brooke ra về cả.
- Rớt chót: Brooke Miller & Eugena Washington
- Bị loại: Brooke Miller
- Nhiếp ảnh gia: Jeffrey Jones, Randee St. Nicholas, Tyra Banks
- Khách mời: Fabio Lanzoni, Dita von Teese, Kylie Bax, Atoosa Rubenstein, Beau Quillian, Cathy Gould, Elyssa Traub
- CoverGirl của tuần: CariDee English

### Tập 8: The Girls Who Made It This Far
Lên sóng: 1 tháng 11 năm 2006
Đây là tập phim thứ 8, tổng hợp lại những vui buồn đã xảy ra trong ANTM mùa thi 7.
- Khách mời: Charlie Altuna, Sutan, Shirley Archer, Frederic Fekkai

### Tập 9: The Girl Who Wrecks the Car
Lên sóng: 8 tháng 11 năm 2006
Tuần chụp ảnh kế tiếp, các cô gái được hãng CoverGirl giao nhiệm vụ quảng cáo cho loạt sản phẩm mới. Các tấm hình có đặc điểm chung là dáng nhân vật và nội dung. Các cô gái đã thật sự khó khăn trong buồng kín có quạt máy công suất lớn, lớn đến nỗi thổi bay các cô. Và các cô phải tận dụng nó cho bức ảnh, làm ra dáng các phi hành gia bay lượn trong vũ trụ.
Anchal không tự tin và cô không có ai làm bạn dù Caridee nhiều lần khuyên nhủ. Tại phòng BGK, sự thiếu tự tin của Anchal làm BGK rất mệt mỏi, hệt như Gina (mùa 6). và Michelle có khả năng chiến thắng nhưng lại không yêu nghề. Cuối cùng, Anchal bị loại.
- Rớt chót: Anchal Joseph & Michelle Babin
- Bị loại: Anchal Joseph
- Nhiếp ảnh gia: Patrick Giardino
- Khách mời: Gabrielle Reece, Stanton Barrett, James St. James
- CoverGirl của tuần: CariDee English

### Tập 10: The Girl Who Breaks Down
Lên sóng: 15 tháng 11 năm 2006
Các thí sinh được di chuyển đến Barcelona. Các cô được các người mẫu Tây Ban Nha đứng tại các trạm xe chào đón.
Trong tập này, các thí sinh phải đóng quảng cáo bằng tiếng Catalan.
Jeada và người mẫu nam đóng cặp của mình không thể diễn tốt mẫu quảng cáo vì anh ta khẳng định với cô rằng anh ta không thích người da màu. Điều đó ảnh hưởng không tốt đến tâm trạng của Jeada trong kỳ này. Jaeda khóc và không muốn quay clip nữa.
Bên cạnh đó, CariDee dù chiến thắng thử thách và được đóng một vai trong phim One Three Hill nhưng ở mẫu quảng cáo, cô không tể làm tốt công việc. Vì cách phát âm tiếng Catalan của cô quá tồi.
Dù Jaeda được hội đồng giám khảo đánh giá cao về vẻ ngoài của mình, nhưng họ đã nhìn lại những mặt chưa tốt của Jaeda: liên tiếp tuần này đến tuần kia, Jaeda bị xếp chót và luôn nhận được lời phê bình cũng như an ủi từ hội đồng giám khảo nhưng cô không biết sửa chữa sai lầm, và Jaeda phải về nhà.
- Rớt chót: CariDee English & Jaeda Young
- Bị loại: Jaeda Young
- Đạo diễn: Denis Rovira
- Khách mời: Tasha Smith, Lee Norris, David Jackman
- CoverGirl tuần: CariDee English

### Tập 11: The Girl Who Sticks Her Foot In Her Mouth
Lên sóng: 22 tháng 11 năm 2006
Ở tập này, các thí sinh đã trở thành một nữ hoàng đấu bò thật sự dưới sự hướng dẫn của nhiếp ảnh gia đồng thời là thành viên hội đồng giám khảo Nigel Barker. Các thí sinh đã đến đấu trường để chụp với những chú bò tót dũng mãnh của Tây Ban Nha.
Caridee đã làm phật lòng Nigel Barker và xém bị loại nếu như không viết thư xin lỗi vị nhiếp ảnh gia này. Michelle khẳng định trước Ban giám khảo, trong số 5 người còn duy trì với cuộc thi đến nay, cô là người không có nhiều khả năng nhất và cô muốn nhường cô hội đi tiếp cho em mình. Các giám khảo không đồng tình với những cô gái chưa tìm được sự yêu thích mãnh liệt trong nghề người mẫu, qua mỗi tập phim hội đồng giám khảo vẫn động viên họ nhưng tình hình không được cải thiện. Vì thế Michelle đã bị loại. Hai chị em song sinh bây giờ chỉ còn Amanda trụ lại.
- Rớt chót: Amanda Babin & Michelle Babin
- Bị loại: Michelle Babin
- Nhiếp ảnh gia: Nigel Barker
- Khách mời: Pancho Saula, Julie Cher, Susana Castano, Jorge Paulo de Oliveira Terra, Victoriano Simon, Julie Sohn
- CoverGirl tuần: CariDee English

### Tập 12: The Girl Who Grates
Lên sóng: 29 tháng 11 năm 2006
Bốn thí sinh còn lại của cuộc thi tiếp tục một thử thách thật khó khăn. Chụp ảnh trong hồ bơi với nhiệt độ rất thấp. Các cô gái đã run cầm cập để có những bức ảnh tuyệt đẹp. Trong tập này, các cô gái làm việc theo cặp: CariDee với Amanda, Melrose với Eugena.
Do phải chịu đựng trong một hoàn cảnh quá rét, thân nhiệt CariDee đã xuống quá thấp khiến cô bị co giật toàn thân. Buổi chụp hình hoãn lại trong giây lát và sau đó Amanda phải tự chụp 50 tấm ảnh cuối một mình.
Giữa Amanda với vẻ đẹp hiện đại, trẻ trung nhưng còn vụng về và Eugena kiêu kì nhưng yêu nghề. Ban giám khảo quyết định loại Amanda, một cô bé quá còn quá trẻ với những khao khát phía trước của mình.
- Rớt chót: Amanda Babin & Eugena Washington
- Bị loại: Amanda Babin
- Nhiếp ảnh gia: David Ruiz
- Khách mời: Nacho Blanco, Naama Hernandez Ruiz
- CoverGirl tuần: CariDee English

### Tập 13: The Girl Who Becomes America's Next Top Model
Lên sóng: 6 tháng 12 năm 2006
Ba cô gái cuối cùng bước vào giai đoạn cuối của Mùa giải 7. Ở phần 1, 3 thí sinh chụp ảnh quảng cáo cho Cover Girl. Các thể hiện của CariDee tốt một cách xuất thần, Melrose thật sự không tốt so với những gì mà cô thể hiện trước đó. Eugena thực sự tiến bộ, nhất là trong 3 tuần gần đây nhất. Xét trong toàn bộ quá trình, Eugena bị loại.
Phần 2, CariDee và Melrose phải trình diễn thời trang như những cô dâu ma. Trên sàn diễn, CariDee giẫm và làm rách váy của Melrose khiến Melrose rất bực mình và Caridee miễn cưỡng xin lỗi cô. Tại phòng giám khảo, Melrose được đánh giá đã thực sự làm rất tốt, CariDee bị nhận xét là quá "kịch" trong cách diễn xuất cũng như lối đi quá gượng gạo. Tuy nhiên CariDee lại được tạp chí covergirl để ý và ưu ái nên cô trở thành thí sinh chiến thắng của American's Next Top Model mùa giải thứ 7.
- Rớt chót: Eugena Washington & Melrose Bickerstaff
- Bị loại: Eugena Washington
- Hai thí sinh cuối cùng: CariDee English & Melrose Bickerstaff
- Chiến thắng mùa 7: CariDee English
- Nhiếp ảnh gia: Jim De Yonker, George Holz
- Khách mời: Danielle Evans, Victorio & Lucchino, Atoosa Rubenstein, Beau Quillian, Michelle Callahan

## Tổng hợp

### Thứ tự bị loại
| 1  | Michelle  | Melrose  | A.J.     | Caridee  | Brooke   | Amanda   | Caridee  | Melrose  | Eugena   | Melrose | Caridee | Caridee |  |  |  |
| 2  | Caridee   | Anchal   | Jaeda    | Eugena   | Melrose  | Caridee  | Melrose  | Eugena   | Melrose  | Eugena  | Melrose | Melrose |  |  |  |
| 3  | A.J.      | Amanda   | Brooke   | A.J.     | Amanda   | Anchal   | Jaeda    | Amanda   | Caridee  | Caridee | Eugena  |         |  |  |  |
| 4  | Megan     | Michelle | Anchal   | Melrose  | Caridee  | Melrose  | Amanda   | Michelle | Amanda   | Amanda  |         |         |  |  |  |
| 5  | Anchal    | A.J.     | Michelle | Michelle | Michelle | Jaeda    | Eugena   | Caridee  | Michelle |         |         |         |  |  |  |
| 6  | Megg      | Caridee  | Melrose  | Anchal   | Eugena   | Michelle | Michelle | Jaeda    |          |         |         |         |  |  |  |
| 7  | Monique   | Brooke   | Megg     | Amanda   | Anchal   | Eugena   | Anchal   |          |          |         |         |         |  |  |  |
| 8  | Amanda    | Eugena   | Amanda   | Brooke   | Jaeda    | Brooke   |          |          |          |         |         |         |  |  |  |
| 9  | Jaeda     | Megg     | Caridee  | Jaeda    | A.J.     |          |          |          |          |         |         |         |  |  |  |
| 10 | Eugena    | Monique  | Eugena   | Megg     |          |          |          |          |          |         |         |         |  |  |  |
| 11 | Brooke    | Jaeda    | Monique  |          |          |          |          |          |          |         |         |         |  |  |  |
| 12 | Melrose   | Megan    |          |          |          |          |          |          |          |         |         |         |  |  |  |
| 13 | Christian |          |          |          |          |          |          |          |          |         |         |         |  |  |  |

     Người bị loại
     Người thắng cuộc
- Trong tập 1, từ 21 cô gái sẽ chỉ còn 13 cô gái chính thức có mặt trong cuộc tranh tài. Tuy nhiên, thứ tự gọi không thể hiện thứ tự độ xuất sắc của bức ảnh.
- Trong tập 4, Monique từ chối buổi chụp hình vì lí do sức khỏe.
- Tập 8 là tập tổng hợp về những kỉ niệm của mùa này.

### Chụp ảnh
- Tập 1: Khỏa thân trên sân thượng với tóc dài (casting)
- Tập 2: Tật xấu của các Top Model
- Tập 3: Ảnh chân dung với mớ tóc dày và nặng
- Tập 4: Trình diễn thời trang trên sàn nổi
- Tập 5: Quái nhân rạp xiếc
- Tập 6: Trở thành những cặp đôi nổi tiếng
- Tập 7: Ảnh chân dung trắng đen kinh dị; Bìa tiểu thuyết lãng mạn
- Tập 9: Bay vào không gian
- Tập 10: Quảng cáo Secret Deodorant bằng tiếng Catalan
- Tập 11: Đấu bò
- Tập 12: Nổi trên mặt nước theo cặp
- Tập 13: Chụp ảnh và quảng cáo cho CoverGirl Outlast Double Lip Shine

### Thay đổi vẻ ngoài
- Megan: Tóc vàng bạch kim
- Monique: Duỗi, nối tóc và uốn lọn
- Megg: Tóc xoăn dài
- AJ: Giống mẫu tóc của Linda Evangelista
- Brooke: Nhuộm nâu đậm
- Anchal: Tỉa tóc hai bên tai, cắt gọn phía sau
- Jaeda: Cắt giống Halle Berry
- Michelle: Nhuộm màu ngói
- Amanda: Duỗi và nhuộm đỏ đậm
- Eugena: Nối tóc, tạo gợn
- Melrose: Nhuộm màu vàng kim của Nadja Auermann
- CariDee: Duỗi và nối tóc

## Tất cả thí sinh: Số liệu
- Tổng số thí sinh 13
- Già nhất: Melrose Bickerstaff, 23 tuổi lúc phỏng vấn
- Trẻ nhất: Amanda Babin, Michelle Babin, Brooke Miller, Megg Morales & Jaeda Young, đều 18 tuổi lúc phỏng vấn
- Cao nhất: Amanda Babin & Michelle Babin 1m82 (6 ft.)
- Lùn nhất: Brooke Miller 1m70 (5 ft.7)
- Nặng nhất: Anchal Joseph 59 kg (130 lb)
- Nhẹ nhất: Melrose Bickerstaff 49 kg (107 lb)
- Thí sinh liên tiếp chiến thắng thử thách qua các tuần: Melrose Bickerstaff 2 tuần thắng liên tiếp
- Thí sinh chiến thắng thử thách nhiều nhất: Melrose Bickerstaff 4 lần
- Thí sinh rớt vào tốp cuối nhiều nhất: Jaeda Young 4 lần
- Thí sinh liên tục rớt vào tốp cuối: Jaeda Young & Amanda Babin, đều 2 lần
- Thí sinh có số lần dẫn đầu nhiều nhất: CariDee English & Melrose Bickerstaff 3 lần
- Thí sinh liên tục trở thành CoverGirl của tuần: CariDee English, 5 tuần liên tục
- Thí sinh trở thành CoverGirl của tuần nhiều nhất: CariDee English, 5 tuần
- Thí sinh không chụp ảnh: Monique Calhoun

## Công việc người mẫu
- Megan Morris hiện là người mẫu của hãng NEXT Model Management.
- Monique Calhoun hiện tham gia người mẫu ở L.A Models
- Anchal Joseph là người mẫu tại Moskva và Mumbai
- AJ Stewart hiện là người mẫu ở Hong Kong,Nhật.
- Amanda and Michelle Babin xuất hiện trong sho diễn L.A Models và tiếp tục công việc người mẫu. Hai chị em xuất hiện trong Mùa thi 8, chụp ảnh cùng thí sinh của mùa này là Brittany Hatch. Gần đây họ làm người mẫu tại Milan. Lần cuối cùng mới nhất là hai chị em xuất hiện trong một tập của Mùa giải 10.
- Eugena Washington xuất hiện trong show diễn L.A. Fashion Week, trong show này có cả Anthony Franco, và Kevan Hall. Cô thường làm mẫu cho Southpole
- Melrose Bickerstaff làm mẫu cho Bleu Model Management và L.A. Models, có tham gia một sàn diễn lớn vào mùa thu 2007 Malan Breton. Melrose là khách mời đặc biệt trong một tập tại Mùa thi 8, là một đại diện cho E! Television.
- CariDee English xuất hiện hàng tuần trên "My Life as a CoverGirl" tham gia chiến dịch trên kênh CW và là gương mặt ảnh bìa của tạp chí Cover Magazine.